# 八田武志
八田武志（はった たけし、1945年- ）は、日本の心理学者、名古屋大学名誉教授、関西福祉科学大学学長。専門は神経心理学。長年にわたり左右脳研究の第一線で活躍してきた。2013年の著書『「左脳・右脳神話」の誤解を解く』では、脳研究の歴史的な流れを解説。2つの神話「右脳神話」「日本人の脳神話」が生まれた要因を分析し、誤った科学情報を生み出さないために必要なことを考察した。

## 人物・来歴
1945年滋賀県小谷村生まれ。滋賀県立虎姫高等学校卒、1968年大阪市立大学哲学科心理学専攻卒業。1981年「大脳半球機能差に関する研究」で文学博士。1990年に大阪教育大学心理学教室教授、1994年に名古屋大学情報文化学部教授、2008年に名古屋大学名誉教授、関西福祉科学大学教授。2014年から関西福祉科学大学学長。2024年、瑞宝中綬章受章。

## 著書
共著、編著、分担執筆を含め約50編

### 単著
- 『大脳半球機能差に関する研究』風間書房、1982年
- 『右脳・左脳の心理学』(有斐閣選書) 、1984年
- 『伸びる育つ子どもの脳 - 左脳・右脳の共働メカニズム』労働経済社、1986年
- 『教育心理学』培風館,、1987年
- 『脳と行動のしくみ』医歯薬出版、1990年
- 『J-SACL：情動語によるストレス診断テスト』日本医学、1995年
- 『左ききの神経心理学』医歯薬出版、1996年
- 『脳のはたらきと行動のしくみ』医歯薬出版、2003年
- 『左対右きき手大研究』化学同人 (DOJIN選書)、2008年 / 2022年 文庫版 (DOJIN文庫)。文庫用に新しい研究の検証・分析を加筆[9][10]
- 『「左脳・右脳神話」の誤解を解く』化学同人 (DOJIN選書)、2013年

### 共著、編著
- 『ストレスとつきあう法』中迫勝、三戸秀樹、田尾雅夫 共著、有斐閣選書、1993年
- 『概説心理学』編著、信山社出版、1993年
- 『情報教育概論』共著、コロナ社、1996年
- 『シンボル配置技法の理論と実際』編著、 ナカニシヤ出版、2001年
- 『新版現代心理学』編著、培風館、2007年
- 『健康科学入門』編著、文理閣、2009年[3]
- 『幸せな高齢者としての生活』唐沢かおり 共編著、ナカニシヤ出版、2009年

### 監修
- 『選ばれし民 左利き』インフォレスト、2010年。＊八田はこの本を監修しておらず、名前が付いていることに困っている[9]
- 『図解 左利きの話』 日本文芸社、2022年

### 訳書
- 『現代心理学の展開 5 行動の洞察』J.コーエン著、小野章夫 共訳、誠信書房、1977年
- 『学習障害の子どもたち 教師と親のための入門』ゴールデン, アンダーソン著、ミネルヴァ書房、1982年
- 『入門神経心理学』ユニオンプレス、1982年
- 『脳損傷のリハビリテーション 神経心理学的療法』George P, Prigatanoほか著、医歯薬出版、1988年
- 『ストレスマネジメント 自己診断テストによる』マグロウヒル出版、1991年
- 『リーディングの認知心理学』T.J.パウエル,S.J.エンライト著、信山社、1995年
- 『作業記憶と学習困難』チャールズ・ヒュー, スゥージィー・マックケンジー著、川上綾子、林多美、広瀬雄彦 共訳、信山社出版、1999年
- 『本当は間違っている心理学の話 50の俗説の正体を暴く』スコット・O・リリエンフェルド, スティーヴン・ジェイ・リンほか著、戸田山和久、唐沢穣 共監訳、化学同人、2014年

## 論文
- CiNii - 八田武志
- 学術論文

## 出演
- 「すイエんサー」NHK総合、2010年[11]
- 「チコちゃんに叱られる!」NHK総合、2018年[12]。傑作選、2020年。
  - 『答えられないと叱られる!? チコちゃんの素朴なギモン365』宝島社 、2022年